# Lampy
El Lampy és un riu del sud-est de França, que neix al departament del Tarn i esdevé subafluent de l'Aude, ja que desemboca al riu Fresquel, prop d'Alzona. Té la font a la Muntanya Negra, al Parc Natural de l'Alt Llenguadoc, al bosc de Ramodens (Tarn) i desemboca al Fresquel (Aude).
Una part de les aigües del Lampy, com de l'Alzeau, i del Sor són canalitzades i passen pel Laudot via la Presa de Les Capmases i del Llac de Saint-Ferréol per alimentar el Canal del Migdia via el Rec de la Plana.

## Afluents
- el Bernassonne: 22.6 km
- el Tenten: 21 km

## Departaments i municipis que atravessa
- Tarn (81) : 
  - Arfons (font)
- Aude (11) : 
  - Saissac, Villemagne, Cenne-Monestiés, Carlipa, Saint-Martin-le-Vieil, Raissac-sur-Lampy, Alzona (confluència).